# 西村雅彦 秘密喫茶M
西村雅彦 秘密喫茶M（にしむらまさひこひみつきっさえむ）は、2014年4月8日から同年9月28日までTBSラジオで放送されていたバラエティ番組である。

## 概要
都内某所の隠れ家的喫茶店のマスター・西村雅彦が、休憩時間中の楽しみとして架空のQ&Aサイト「あなたならどうする」に目を通し、リスナーから寄せられた質問と答えから「ベストアンサー」を決めながら西村の回答をつぶやき、最後に気分転換の一曲をかけるという設定の一人芝居である。
2014年6月まで西村自身がイメージキャラクターを務める「ミネルヴァ法律事務所」がスポンサーになりスタート当初は「ミネルヴァ法律事務所presents」となっていた。ミネルヴァ法律事務所降板後もノースポンサーで続いていた（尚、ミネルヴァ法律事務所がスポンサーを降板に伴い、番組終了までに一貫してACジャパンのCMに差替えとなった。又、ミネルヴァ法律事務所がスポンサーを降板となったのは、同事務所の竹内俊雄弁護士が誇大広告を理由に第二東京弁護士会から業務停止3カ月の懲戒処分を受けたためである（実際の処分は7月14日から）。）。
9月28日放送分で西村が喫茶店を閉店し、俳優に転向すると宣言し終了した。